# 6-ヒドロキシヘキサン酸デヒドロゲナーゼ
6-ヒドロキシヘキサン酸デヒドロゲナーゼ（6-hydroxyhexanoate dehydrogenase）は、次の化学反応を触媒する酸化還元酵素である。
6-ヒドロキシヘキサン酸 + NAD+ {\displaystyle \rightleftharpoons } 6-オキソヘキサン酸 + NADH + H+
すなわち、この酵素の基質は6-ヒドロキシヘキサン酸とNAD+、生成物は6-オキソヘキサン酸とNADHとH+である。
組織名は6-hydroxyhexanoate:NAD+ oxidoreductaseである。